# 雾之本境
《雾之本境》是中国大陆同人游戏制作组SP-time所制作的一部解谜恋爱视觉小说，自2011年通过光盘发行实体版。这部游戏是SP-time继《翡翠月》和《雪之本境》之后所创作的第三部作品，也是「本境系列」的第二部作品。故事背景设定在常年多雾的偏僻山区白鹿渊，讲述了男主角张泊岩转校到白鹿渊高中后目睹学生被杀，随后决定与学生会成员开展调查以找出自称为「境主」的凶手的故事，影射了人性的善恶美丑。
2016年4月1日，SP-time宣布将发行Fan disc《晴之本境》供玩家免费下载，并增加了新的角色和新的路线，且有《第九日》、《Lolipop》等中国大陆制作的美少女游戏中的角色客串。后来制作组表示这只是一个愚人节玩笑，下载文件仅仅是一个无法打开的IMG格式的文件。

## 雾之本境S
《雾之本境S》是《雾之本境》的重制版，于2020年6月26日发售，与原作相比，《雾之本境S》新增和优化了很多内容。动画、CG重新进行了制作，世界观追加了更多的原设内容。

## 故事简介
男主角张泊岩因为沉迷侦探推理小说而荒废学业，被父母送到偏僻的山区封闭式管理学校白鹿渊高中就读。入学不久，学校便发生了学生被杀害且器官被摘除的事件。作案者自称「雾之境主」并在每次杀人后留下匿名信件。张泊岩决定跟学生会联合破解这一系列的杀人迷案，并邀请了其他同学一起加入学生会。根据玩家的选择，游戏会进入不同的路线和结局。

## 游戏玩法
游戏共有三个结局和两个补充说明篇章。第一个结局是扬雨晴结局，又称虚无篇或雨泪飘零结局，在这个结局中，张泊岩与青梅竹马扬雨晴互相表白，但最终并没能破解案件。第二个结局是祁连遥结局，又称真相篇或斩杀推理桃花续源结局，张泊岩与优等生祁连遥一起离开学校，进入了精神病院。通关这两个结局后，游戏会解锁补充说明篇章无恙篇，完成无恙篇后，游戏会解锁真结局苒雪忆结局，又称雾葬篇或自由之愿结局。通关真结局之后，说明篇章息心篇解锁，介绍后续故事情节。

## 设定
本境
把一个小地区孤立起来而形成的孤立世界称为本境。白鹿渊高中由于封闭式教学且周围遍布悬崖、雾气缭绕，成为一个与外界孤立的世界，即是雾之本境。
境主
构建本境并策划杀人事件以达到特定目的的人称为境主，构建雾之本境的人即是雾之境主。雾之境主利用白鹿渊高中的地理环境和人文环境构建了雾之本境并策划了杀人案件，以引起社会对白鹿渊高中的关注。
本境世界
境主们为了达到自己的特定目的而创造的精神世界，可以在本境世界策划现实世界中的案件，并可以策划出多种结局，类似于《海猫鸣泣之时》中的上位世界。如果在某个结局中现实世界中境主的真实身份被发现，那么这个结局便是真结局且无法更改，同时境主的本境世界也会毁灭。如果境主的身份在真实世界没有被发现，那么境主便可以无限次重启本境以更换其他结局，直到使结局达到自己的目的，达到目的后的结局也成为现实世界的真结局，同时境主获得了穿越到其他境主的本境世界中去的能力。
白鹿渊
位于山中的乡村，常年雾气缭绕，遍布悬崖。
白鹿渊精神病院
坐落于白鹿渊的精神病院，位置较为隐蔽，关押着重症精神病患者。但由于判断精神病的技术不成熟，导致不少未患精神病的人也被关押。
白鹿渊高中
坐落于白鹿渊的封闭式高中，用于保护患有精神病的学生而设立的学校，教师均为精神病医生，但学生对此并不知情。由于政府对精神病患者的福利缺失，白鹿渊高中的校长只能通过贩卖死亡精神病人器官来维持学校的继续运作。

## 角色介绍
张泊岩
游戏男主角，因为过度沉迷侦探小说而患有轻度偏执型人格障碍，被父母送到白鹿渊高中上学接受治疗。
扬雨晴
白鹿渊高中的学生会会长，在转来白鹿渊高中之前是张泊岩的同学，对张泊岩有好感。扬雨晴的父亲是白鹿渊精神病院建造计划的成员，因为在计划实行不久后发现了白鹿渊的地质环境容易引发泥石流，所以提出要终止这个计划，但其他成员贪图政府的补助以谋私利，把扬雨晴的父亲强行送进了精神病院。扬雨晴为了拯救父亲和其他的精神病患者，策划了雾之本境计划。
祁连遥
白鹿渊高中的优等生，成绩一直是全校第一名，同时也很聪明，被称为白鹿渊的雪莲。她小时候因为反抗父亲的家庭暴力而刺伤父亲，为了免责而被送入精神病院，后来转入白鹿渊高中，因此她了解白鹿渊高中的真实作用。
苒雪忆
小时候父母因车祸双亡，便和哥哥苒浩一起生活。他们的叔叔为了贪图遗产而成为他们的监护人，被苒雪忆指出后便把他们兄妹送到白鹿渊高中。苒雪忆性格内向，在学校食堂勤工俭学。在苒浩死亡后一直想找出雾之境主为哥哥报仇。
汪星涵
热心帮助新生的少女，经常坐在校门处看书，常把自己绘制的学校地图送给不认识路的新生。因为目睹了苒浩的死亡过程而被雾之境主杀害。
童玲
学生会成员，学校优等生，学习成绩仅次于祁连遥，是全校第二名。
归海枫
雪之本境的幸存者，受雪之境主的指派到雾之本境来帮助张泊岩，是一名卡车司机，负责给白鹿渊高中运送食材。
贺云舟
学生会成员，喜欢汪星涵。
赵书宇
学生会成员，苒浩和张泊岩的室友，性格胆小。
周方谨
学校的老师，真实身份是精神病医生，同时也在暗中调查雾之本境事件。

## 音乐
游戏的片头曲是Rain drop，由秋石作曲，演唱。游戏中的背景音乐由小仆、秋石和煊胤创作。
| 《雾之本境》音乐原声集 | 《雾之本境》音乐原声集 | 《雾之本境》音乐原声集 | 《雾之本境》音乐原声集 |
| 曲序                   | 曲目                   | 作曲                   | 时长                   |
| ---------------------- | ---------------------- | ---------------------- | ---------------------- |
| 1.                     | Rain drop              | 秋石                   | 2:42                   |
| 2.                     | 序幕曲                 | 小仆                   | 1:28                   |
| 3.                     | Taurus                 | 煊胤                   | 6:21                   |
| 4.                     | Leo                    | 煊胤                   | 2:28                   |
| 5.                     | Scorpio                | 煊胤                   | 4:17                   |
| 6.                     | Cancer                 | 煊胤                   | 2:01                   |
| 7.                     | 春夏小径               | 小仆                   | 1:58                   |
| 8.                     | 二女乔敖               | 秋石                   | 2:15                   |
| 9.                     | 雾之本境辅曲           | 小仆                   | 1:35                   |
| 10.                    | 雾之春                 | 小仆                   | 1:55                   |
| 11.                    | 芳莲叹                 | 小仆                   | 2:44                   |
| 12.                    | 冰泉                   | 秋石                   | 1:45                   |
| 13.                    | 云之光                 | 小仆                   | 2:02                   |
| 14.                    | 春夏小径（钢琴版）     | 小仆                   | 2:03                   |
| 15.                    | 白鹿渊                 | 小仆                   | 1:29                   |
| 16.                    | Let me fall            | 秋石                   | 1:32                   |